# Reliprax
Reliprax war eine deutschsprachige Zeitschrift für religionspädagogisch Tätige. Sie erschien zunächst vierteljährlich, ab 2005 unregelmäßig in Bremen und nahm aktuelle Themen auf, bot Hintergrundinformationen und Arbeitsmaterialien an und legte in der Praxis erprobte Unterrichtseinheiten vor.
Die Autoren waren in der Regel Religionspädagogen mit Unterrichtserfahrungen in allen Schulzweigen sowie im kirchlichen Unterricht. Reliprax sollte schülerorientiert sein und beanspruchte, sowohl den religionswissenschaftlichen und theologischen Kontext als auch die diakonische Praxis zu berücksichtigen.

## Geschichte
Reliprax wurde 1992 von Peter Sobetzki-Petzold, Hansjürgen Schmidt-Rhaesa, Uwe Steinert, Lothar Teckemeyer, Tarik Ali, Christofer Zöckler sowie Arendt Hindriksen gegründet. Ab der Heft-Nr. 51 wurde Reliprax nicht mehr als Print-Ausgabe, sondern als CD im Portable Document Format (PDF) produziert. Die erscheinungsweise war nun unregelmäßig. Mit Nr. 61/62 wurde das Erscheinen 2011 eingestellt.